# Takyeh-ye Soflá
Takyeh-ye Soflá (persiska: تِكِيِۀ سُفلَى, تکیه سفلی, Tekeyeh-ye Soflá) är en ort i Iran.   Den ligger i provinsen Kurdistan, i den nordvästra delen av landet, 300 km väster om huvudstaden Teheran. Takyeh-ye Soflá ligger 2 099 meter över havet och antalet invånare är 102.
Terrängen runt Takyeh-ye Soflá är kuperad.Runt Takyeh-ye Soflá är det ganska tätbefolkat, med 80 invånare per kvadratkilometer. Närmaste större samhälle är Charmaleh-ye Pā‘īn, 9,8 km väster om Takyeh-ye Soflá. Trakten runt Takyeh-ye Soflá består i huvudsak av gräsmarker.